# Escut de Montesquiu
L'escut oficial de Montesquiu té el següent blasonament:
Escut caironat: d'or, una casa forta o domus de sable carregada de tres pals d'argent i oberta. Per timbre una corona mural de poble.

## Història
Va ser aprovat el 28 de novembre de 1985 i publicat al DOGC el 22 de gener de l'any següent amb el número 639.
L'escut representa la "domus" o casa forta de Montesquiu i, a dins, el palat de sable i argent dels Besora, senyors del poble.